# Petrus Norbertus van Reysschoot
Petrus Norbertus van Reysschoot o Pieter Norbert van Reysschoot  ( Gante, 4 de abril de 1738 - Gante, 12 de febrero de 1795) fue un pintor, dibujante, decorador, educador y coleccionista de arte flamenco. Pasó su carrera en Gante. Es conocido por sus proyectos decorativos en residencias e iglesias locales y en particular por sus pinturas en grisalla. Su tema abarcó desde paisajes, alegorías, historias mitológicas y religiosas, escenas de género y bodegones de trampantojo .

## Vida

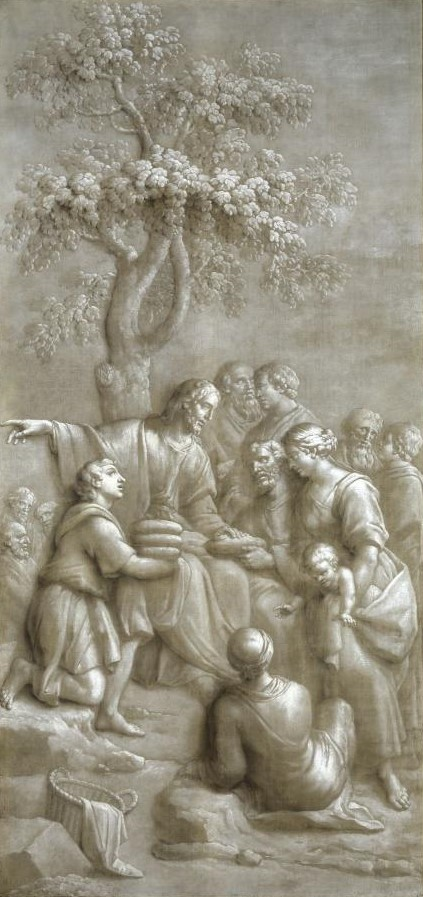
Multiplicación de los panes.

Petrus Norbertus van Reysschoot nació en Gante como hijo de Emanuel Petrus Franciscus y Catherina du Bois. Era miembro de una familia de artistas que incluía una gran cantidad de pintores en el siglo XVIII. El primer artista de la familia fue Petrus Johannes van Reysschoot, un pintor y grabador conocido por sus escenas de género, escenas de caza, paisajes, retratos y temas religiosos cristianos. El padre de Petrus Norbertus era el hermano de Petrus Johannes van Reysschoot y era conocido por su amplia gama de trabajos decorativos. Petrus Norbertus era el hermano de Johannes Emanuel y Anna Maria van Reysschoot, quienes también se convirtieron en pintores.
Petrus Norbertus se formó con su padre y fue admitido como maestro en el Gremio de San Lucas de Gante a la temprana edad de 15 años. Siguió siendo miembro del Gremio hasta que fue abolido en 1773. Se convirtió en un artista exitoso que disfrutó del patrocinio de la burguesía acomodada de Gante. También trabajó para instituciones religiosas. En 1764 recibió un encargo de la abadía de Boudeloo en Gante para la que creó algunas obras en grisalla para el coro.
En 1770 fue nombrado para el cargo de "primer profesor" de la Real Academia de Bellas Artes de Gante. Enseñó disección, arquitectura y perspectiva. Como profesor, hizo una traducción al holandés del manual de arquitectura del arquitecto francés Jean-François Blondel . Fue publicado en 1792 por PF de Goes bajo el título Grondregelen der bouw-kunde, aengewezen in haere bezonderste deelen, zoo aengaende hunne proporien, vercierselen, als hun gebruyk .

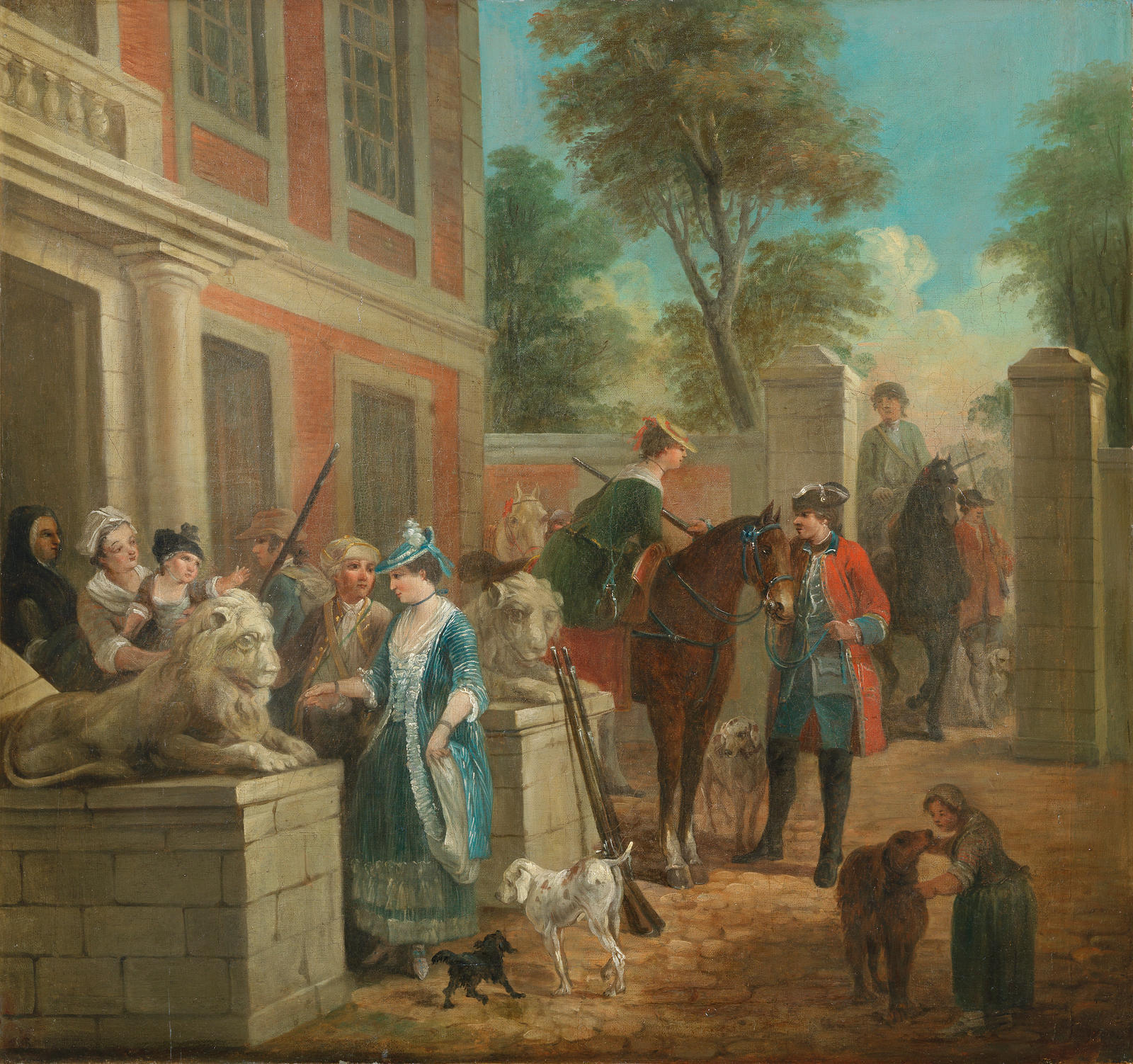
La partida de caza.

Obtuvo en 1773 el encargo para ilustrar los registros anuales de los concejales de Gante, un trabajo que su padre recientemente fallecido había realizado antes. En 1774 obtuvo el encargo de pintar grisallas para la Catedral de San Bavón de Gante .
Para la Entrada Gozosa de José II, emperador del Sacro Imperio Romano en Gante de 1781, la ciudad construyó un podio temporal en el Vrijdagmarkt en Gante. Van Reysschoot fue invitado a realizar las decoraciones finales para el podio. Hizo una gran pintura que representaba el "Tributo al préstamo de los Estados", del cual han sobrevivido dos estudios preliminares y tres diseños.
Van Reysschoot participó en varias competiciones para conseguir encargos. Cuando se mudó a Pakhuis en 1785, la Cámara de Comercio de Gante organizó un concurso para decorar sus nuevas instalaciones, que fue ganado por van Reysschoot. Una de las pinturas que creó para la Cámara se encuentra ahora en el Ayuntamiento de Gante. Representa una <i id="mwQQ">Alegoría del comercio de Gante</i> .
Pieter Norbert van Reysschoot recibió encargos para decorar muchas residencias privadas. Entre estos se encuentra la pintura en el comedor de la residencia van Goethem. En la residencia Van den Bogaerde en el Nederpolder realizó la decoración del comedor; en esta composición fue asistido por su hermana Anna Maria.
El artista permaneció soltero durante mucho tiempo, probablemente completamente absorto en su apretada agenda de trabajo. Solo a los 52 años se casó con Marie-Anne-Colette Janssens el 14 de octubre de 1790. Menos de cinco años después murió el 12 de febrero de 1795.

## Trabajo

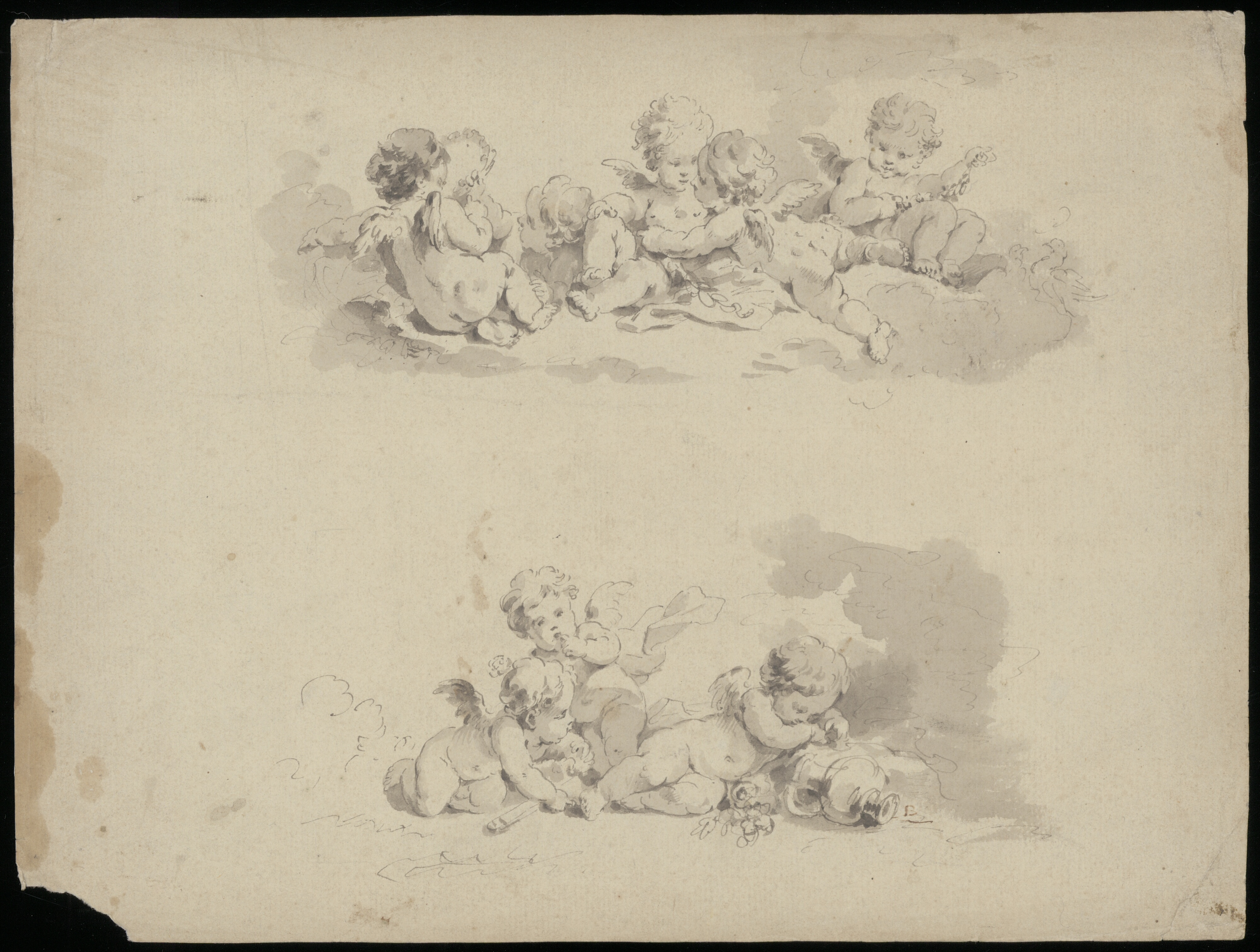
Estudio de putti

Petrus Norbertus van Reysschoot fue un pintor prolífico que pintó paisajes, alegorías, historias mitológicas y religiosas, escenas de género, paisajes marinos, paisajes, retratos y bodegones de trampantojo. Trabajó mucho como pintor decorativo en encargos para individuos e  instituciones religiosas. También pintó decoraciones temporales para representaciones teatrales, ceremonias y festividades. Además diseñó estatuas y elementos arquitectónicos de los edificios.  
Se dedicó especialmente a la pintura de grisalla, un género entonces muy de moda por su imitación de bajorrelieves de mármol blanco. Van Reysschoot le dio a este género una nueva importancia en el campo de los temas religiosos. Su obra principal, que lo hizo especialmente conocido, es la serie de once grisallas que decoran el coro de la Catedral de San Bavón en Gante, sobre los sillones del coro. Cinco de estos paneles representan escenas del Antiguo Testamento, los otros seis episodios están tomados del Evangelio. Estas pinturas fueron colocadas en la iglesia de 1789 a 1791.
Van Reysschoot no se limitó solo a la pintura monocromática, ya que también era un buen colorista. A veces trabajó en ambos géneros simultáneamente. Esto es obvio en la decoración de la espléndida residencia de los condes de Hane-Steenhuyse, donde creó obras en grisalla a lo largo de paredes y los techos de colores.